# Joniškėlis
Joniškėlis est une ville de Lituanie ayant en 2005 une population d'environ 1 400 habitants.

## Histoire
Avant la Seconde Guerre mondiale, environ 20 % de la population du village est membre de la communauté juive. Au cours de l'été 1941, 200 juifs sont assassinés par un Einsatzgruppen lors d'une exécution de masse perpétrée dans la forêt de Pasvalys,,,.